# 李梁
李梁（1418年—？），字廷進，福建興化府仙遊縣人，軍籍。明朝政治人物。進士出身。

## 生平
正統六年（1441年）辛酉科福建鄉試第二十名。正統十年（1445年）乙丑科會試第五十一名，殿試登進士第二甲第二十名。

## 家族
曾祖李天麟。祖父李龍。父亲李銘。